# Liste der denkmalgeschützten Objekte in Markt Hartmannsdorf
Die Liste der denkmalgeschützten Objekte in Markt Hartmannsdorf enthält die denkmalgeschützten, unbeweglichen Objekte der Gemeinde Markt Hartmannsdorf im steirischen Bezirk Weiz.

## Denkmäler
| Foto |                 | Denkmal | Standort                                       | Beschreibung | Metadaten |
| ---- | --------------- | --- | ---------------------------------------------- | --- | --- |
| ja   | Datei hochladen | Kloster der Grazer Schulschwestern mit Kapelle HERIS-ID: 94447 Objekt-ID: 109602                               | Schloßbergstraße 10 Standort KG: Hartmannsdorf | | BDA-Hist.: Q37764461 Status: § 2a Stand der BDA-Liste: 2025-06-30 Name: Kloster der Grazer Schulschwestern mit Kapelle GstNr.: .41/2                                     |
| ja   | Datei hochladen | Kath. Pfarrkirche hl. Radegundis und Taufbecken HERIS-ID: 51660 Objekt-ID: 57373                               | Standort KG: Hartmannsdorf                     | Die Pfarrkirche weist einen spätgotischen Chor auf; aus derselben Zeit stammt auch der untere Teil des quadratischen Südturms. Im Zug eines Neubaus um das Jahr 1727 wurde ein vierjochiges Langhaus angefügt. Der Hochaltar stammt von 1885, enthält aber ältere Figuren. | BDA-Hist.: Q20686232 Status: § 2a Stand der BDA-Liste: 2025-06-30 Name: Kath. Pfarrkirche hl. Radegundis und Taufbecken GstNr.: .58/2 Pfarrkirche Hartmannsdorf          |
| ja   | Datei hochladen | Bildstock hl. Johannes Nepomuk samt der zu beiden Seiten anschließenden Mauer HERIS-ID: 84236 Objekt-ID: 98322 | bei Hauptstraße 39 Standort KG: Hartmannsdorf  | Der Bildstock hinter der Pfarrkirche enthält eine Steinfigur des hl. Johannes Nepomuk aus dem 1. Drittel des 18. Jahrhunderts, als Bildhauer kommt eventuell Johann Jacob Schoy in Frage.                                                                                  | BDA-Hist.: Q38182354 Status: Bescheid Stand der BDA-Liste: 2025-06-30 Name: Bildstock hl. Johannes Nepomuk samt der zu beiden Seiten anschließenden Mauer GstNr.: 1841/1 |